# Списак факултета у Србији
Списак факултета у Србији, државних и приватних, према насељеним местима.

## Баточина
Универзитет Привредна академија
- Правни факултет за привреду и правосуђе

## Београд
Алфа БК универзитет
- Академија уметности
- Факултет информационих технологија
- Факултет за математику и рачунарске науке
- Факултет за менаџмент у спорту
- Факултет за стране језике
- Факултет за финансије, банкарство и ревизију

Универзитет у Београду
- Архитектонски факултет
- Биолошки факултет
- Географски факултет
- Грађевински факултет
- Економски факултет
- Електротехнички факултет
- Математички факултет
- Машински факултет
- Медицински факултет
- Пољопривредни факултет
- Правни факултет
- Православни богословски факултет
- Рударско-геолошки факултет
- Саобраћајни факултет
- Стоматолошки факултет
- Технолошко-металуршки факултет
- Учитељски факултет
- Факултет безбедности
- Факултет ветеринарске медицине
- Факултет за физичку хемију
- Факултет за специјалну едукацију и рехабилитацију
- Факултет организационих наука
- Факултет политичких наука
- Факултет спорта и физичког васпитања
- Фармацеутски факултет
- Физички факултет
- Филозофски факултет
- Филолошки факултет
- Хемијски факултет
- Шумарски факултет

Универзитет Едуконс
- Факултет за пројектни и иновациони менаџмент

Криминалистичко-полицијски универзитет
- Департман информатике и рачунарства
- Департман криминалистике
- Департман форензичког инжењерства

Универзитет МБ
- Академија класичног сликарства
- Пословни и правни факултет

Универзитет Метрополитан
- Факултет дигиталних уметности
- Факултет информационих технологија
- Факултет за економију, финансије и администрацију
- Факултет за менаџмент
- Факултет за примењену екологију
- Факултет за стране језике

Универзитет одбране у Београду
- Војна академија
- Војномедицинска академија

Универзитет Привредна академија
- Европски факултет
- Правни факултет за привреду и правосуђе
- Факултет друштвених наука
- Факултет за европске правно-политичке студије
- Факултет за економију и инжењерски менаџмент
- Факултет за примењени менаџмент, економију и финансије
- Факултет организационих студија
- Факултет савремених уметности

Универзитет Сингидунум
- Пословни факултет
- Технички факултет
- Факултет за информатику и рачунарство
- Факултет за медије и комуникације
- Факултет за туристички и хотелијерски менаџмент
- Факултет за физичку културу и менаџмент у спорту

Универзитет уметности у Београду
- Факултет драмских уметности
- Факултет ликовних уметности
- Факултет музичке уметности
- Факултет примењених уметности

Универзитет Унион
- Београдска банкарска академија
- Правни факултет
- Рачунарски факултет

Универзитет Унион — Никола Тесла
- Факултет за градитељски менаџмент
- Факултет за дипломатију и безбедност
- Факултет за екологију и заштиту животне средине
- Факултет за економију и финансије
- Факултет за информатику и рачунарство
- Факултет за информационе технологије и инжењерство
- Факултет за инжењерски менаџмент
- Факултет за међународну политику и безбедност
- Факултет за пословне студије и право
- Факултет за предузетнички бизнис и менаџмент некретнина
- Факултет за спорт

## Бор
Универзитет у Београду
- Технички факултет

## Бујановац
Универзитет у Новом Саду
- Економски факултет

## Ваљево
Универзитет Привредна академија
- Факултет друштвених наука

Универзитет Сингидунум
- Факултет здравствених и пословних студија

## Врање
Универзитет у Нишу
- Педагошки факултет

Универзитет у Приштини
- Правни факултет

## Врњачка Бања
Универзитет у Крагујевцу
- Факултет за хотелијерство и туризам

## Звечан
Универзитет у Приштини
- Факултет уметности

## Зрењанин
Универзитет у Новом Саду
- Технички факултет

## Зубин Поток
Универзитет у Приштини
- Пољопривредни факултет

## Јагодина
Универзитет у Крагујевцу
- Факултет педагошких наука

## Косовска Митровица
Универзитет у Приштини
- Економски факултет
- Медицински факултет
- Правни факултет
- Природно-математички факултет
- Факултет техничких наука
- Филозофски факултет

## Крагујевац
Универзитет у Крагујевцу
- Економски факултет
- Правни факултет
- Природно-математички факултет
- Факултет инжењерских наука
- Факултет медицинских наука
- Филолошко-уметнички факултет

Универзитет Привредна академија
- Факултет друштвених наука

## Краљево
Универзитет у Крагујевцу
- Факултет за машинство и грађевинарство

Универзитет Привредна академија
- Факултет друштвених наука

## Крушевац
Универзитет у Нишу
- Пољопривредни факултет

## Лепосавић
Универзитет у Приштини
- Учитељски факултет
- Факултет за физичку културу

## Лесковац
Универзитет у Нишу
- Технолошки факултет

## Ниш
Универзитет у Нишу
- Грађевинско-архитектонски факултет
- Економски факултет
- Електронски факултет
- Машински факултет
- Медицински факултет
- Правни факултет
- Природно-математички факултет
- Факултет заштите на раду
- Факултет спорта и физичког васпитања
- Факултет уметности
- Филозофски факултет

Универзитет Метрополитан
- Факултет дигиталних уметности
- Факултет информационих технологија
- Факултет за менаџмент
- Факултет за стране језике

Универзитет Привредна академија
- Правни факултет за привреду и правосуђе
- Факултет друштвених наука
- Факултет примењених наука
- Фармацеутски факултет

Универзитет Сингидунум
- Пословни факултет
- Факултет за информатику и рачунарство
- Факултет за туристички и хотелијерски менаџмент

Универзитет Унион
- Факултет за правне и пословне студије др Лазар Вркатић

Универзитет Унион — Никола Тесла
- Факултет за право, безбедност и менаџмент

## Нови Пазар
Државни универзитет у Новом Пазару
- Департман за биомедицинске науке
- Департман за економске науке
- Департман за мултидисциплинарне науке
- Департман за правне науке
- Департман за природно-математичке науке
- Департман за техничко-технолошке науке
- Департман за филозофске науке и уметност
- Департман за филолошке науке

Интернационални универзитет у Новом Пазару
- Департман за економске и рачунарске науке
- Департман за педагошке и психолошке науке
- Департман за правне науке
- Департман за уметност и филолошке науке

## Нови Сад
Универзитет Едуконс
- Факултет за спорт и психологију

Универзитет у Новом Саду
- Академија уметности
- Економски факултет
- Медицински факултет
- Пољопривредни факултет
- Правни факултет
- Природно-математички факултет
- Технолошки факултет
- Факултет спорта и физичког васпитања
- Факултет техничких наука
- Филозофски факултет

Универзитет Привредна академија
- Правни факултет за привреду и правосуђе
- Факултет за економију и инжењерски менаџмент
- Фармацеутски факултет

Универзитет Сингидунум
- Пословни факултет
- Технички факултет
- Факултет за информатику и рачунарство
- Факултет за туристички и хотелијерски менаџмент

Универзитет Унион
- Факултет за правне и пословне студије др Лазар Вркатић

## Панчево
Универзитет Привредна академија
- Стоматолошки факултет

## Сомбор
Универзитет у Новом Саду
- Педагошки факултет

## Сремска Каменица
Универзитет Едуконс
- Учитељски факултет
- Факултет еколошке пољопривреде
- Факултет заштите животне средине
- Факултет за дигиталну продукцију
- Факултет за студије безбедности
- Факултет информационих технологија
- Факултет пословне економије

## Сремски Карловци
Универзитет Унион — Никола Тесла
- Факултет за менаџмент

## Суботица
Универзитет у Новом Саду
- Грађевински факултет
- Економски факултет
- Учитељски факултет

Универзитет Привредна академија
- Правни факултет за привреду и правосуђе

## Трстеник
Универзитет Унион — Никола Тесла
- Факултет за пословне студије и право

## Ужице
Универзитет у Крагујевцу
- Педагошки факултет

## Чачак
Универзитет у Крагујевцу
- Агрономски факултет
- Факултет техничких наука

## Шабац
Универзитет Привредна академија
- Правни факултет за привреду и правосуђе